# Leiopsammodius aegialius
Leiopsammodius aegialius är en skalbaggsart som beskrevs av Adam 1986. Leiopsammodius aegialius ingår i släktet Leiopsammodius och familjen Aphodiidae. Inga underarter finns listade i Catalogue of Life.